# Krykiet na Igrzyskach Pacyfiku 2007
Wyniki turnieju w krykiecie na Igrzyskach Pacyfiku w Apii.

## Rezultaty końcowe
- 1.  Papua-Nowa Gwinea
- 2.  Fidżi
- 3.  Samoa
- 4.  Nowa Kaledonia
- 5.  Tonga

## Tabela medalowa
| Lp. | Państwo           | Medal |
| --- | ----------------- | ----- |
| 1   | Papua-Nowa Gwinea |       |
| 2   | Fidżi             |       |
| 3   | Samoa             |       |